# Olibrus liquidus
Olibrus liquidus là một loài bọ cánh cứng trong họ Phalacridae. Loài này được Erichson miêu tả khoa học năm 1845.